# رابرت کلوگن
رابرت کلوگن (انگلیسی: Robert Cloughen؛ ۲۶ ژانویه ۱۸۸۹ – August 7, 1930 (aged 41)) ورزشکار دو و میدانی اهل ایالات متحده آمریکا بود.
وی در مسابقات کشوری و بین‌المللی در مجموع برندهٔ ۱ مدال نقره شده‌است.